# 에페르네
에페르네(프랑스어: Épernay, 프랑스어 발음: [epɛʁnɛ])는 프랑스 북부 마르네주에 위치한 도시로, 파리에서 북동쪽으로 130km 정도 떨어진 곳에 위치한다.도시는 마르네 강 좌안에 위치해 있으며, 도시를 가로질러 큐브리 계곡(Cubry Valley)의 끝에 위치해 있다.
에페르네(Épernay)는 행정구역의 하위 현이자 아롱디스망의 소재지입니다.

## 역사
에페르네(스파르나쿰)는 5세기부터 10세기까지 가톨릭 랭스 대교구의 소유였으며, 이후 샴페인 백작의 소유가 되었다. 백년 전쟁 동안 심하게 손상되었고 1544년 프랑수아 1세에 의해 불태워졌다. 1592년 앙리 4세에 저항했고, 비론 원수는 최종적으로 함락되기 전 공격에 쓰러졌다. 1642년에는 샤토티에리와 함께 공국으로 지정되어 공작령에 속하게 되었다.

## 인구
| 연도 | 인구   | ±% p.a. |
| ---- | ------ | ------- |
| 1793 | 3,736  | —       |
| 1800 | 4,480  | +2.63%  |
| 1806 | 4,544  | +0.24%  |
| 1821 | 4,977  | +0.61%  |
| 1831 | 5,318  | +0.66%  |
| 1836 | 5,457  | +0.52%  |
| 1841 | 5,978  | +1.84%  |
| 1846 | 6,095  | +0.39%  |
| 1851 | 7,386  | +3.92%  |
| 1856 | 9,346  | +4.82%  |
| 1861 | 10,598 | +2.55%  |
| 1866 | 11,704 | +2.01%  |
| 1872 | 12,927 | +1.67%  |
| 1876 | 15,506 | +4.65%  |
| 1881 | 16,388 | +1.11%  |
| 1886 | 17,907 | +1.79%  |
| 1891 | 18,361 | +0.50%  |
| 1896 | 19,377 | +1.08%  |

| 연도 | 인구   | ±% p.a. |
| ---- | ------ | ------- |
| 1901 | 20,478 | +1.11%  |
| 1906 | 21,637 | +1.11%  |
| 1911 | 21,811 | +0.16%  |
| 1921 | 21,806 | −0.00%  |
| 1926 | 20,589 | −1.14%  |
| 1931 | 20,381 | −0.20%  |
| 1936 | 20,406 | +0.02%  |
| 1946 | 19,703 | −0.35%  |
| 1954 | 21,222 | +0.93%  |
| 1962 | 21,882 | +0.38%  |
| 1968 | 26,583 | +3.30%  |
| 1975 | 29,677 | +1.59%  |
| 1982 | 27,668 | −1.00%  |
| 1990 | 26,682 | −0.45%  |
| 1999 | 25,844 | −0.35%  |
| 2007 | 24,591 | −0.62%  |
| 2012 | 23,529 | −0.88%  |
| 2017 | 22,671 | −0.74%  |

|  | 기술적 문제로 인해 그래프를 일시적으로 사용할 수 없습니다. 파브리케이터와 미디어위키 위키에 더 자세한 정보가 있습니다. |